# Johannes Gebhard

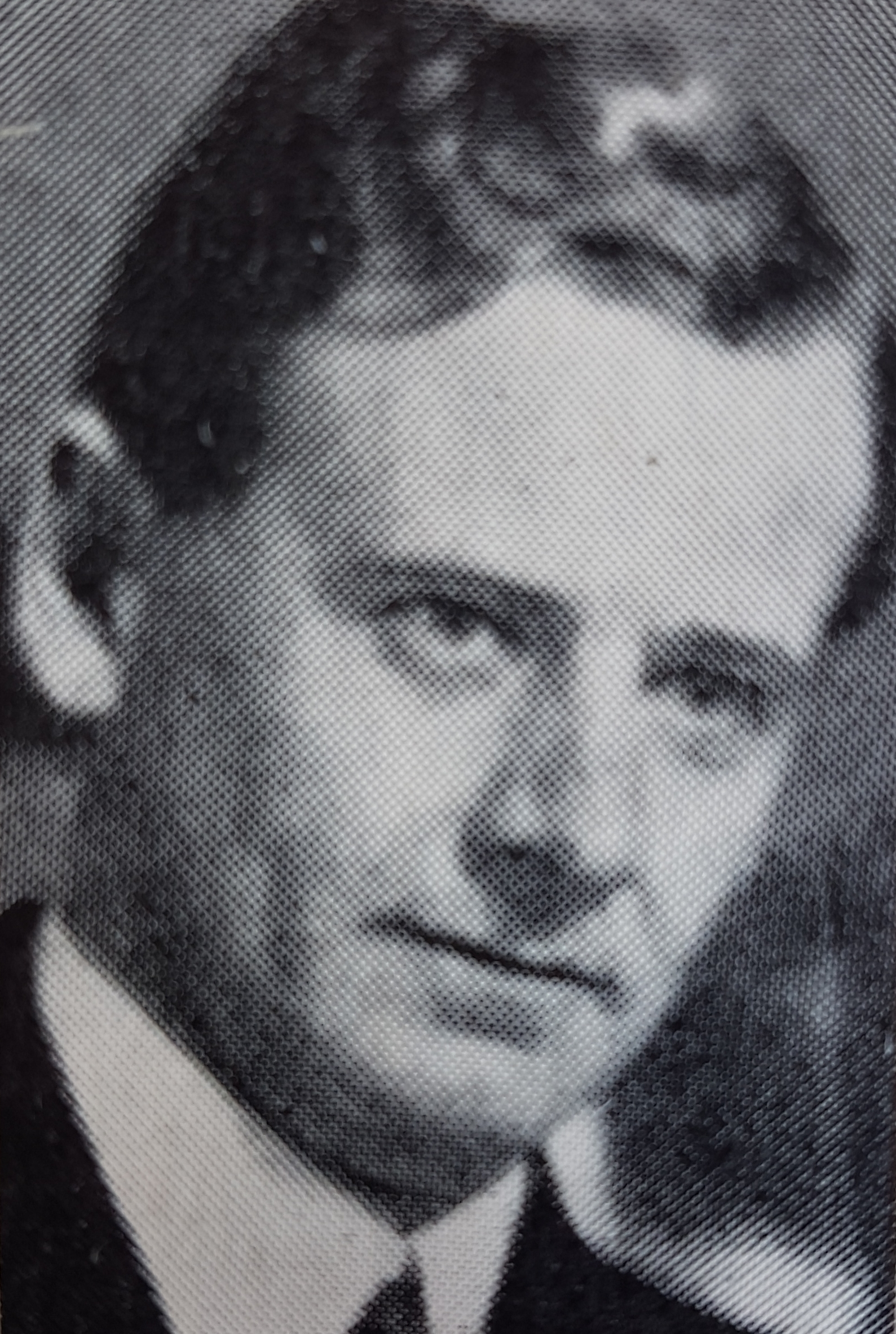

Johannes Fredrik Albert Gebhard, född 24 februari 1894 i Helsingfors, död där 14 mars 1976, var en finländsk konservator och konstnär.
Han var son till Albert Gebhard och Emma Fredrika Kekoni och från 1925 gift med Barbro Selma Emilia Finnström.
Gebhard studerade först konst för sin far innan han sökte sig till universitetet i Helsingfors där han kom att studera för Eero Järnefelt. Han företog ett flertal studieresor i Europa, bland annat till Tyskland där han fick möjlighet att studera vid Hans Hofmanns privata målarskola i München 1921–1922. I egenskap av Finlands konstakademis stipendiat studerade han restaureringskonst i England 1947 och i Oslo 1952. Han var verksam som konservator vid Ateneum i Helsingfors 1933–1950 och som lärare i materialkunskap vid Finlands konstakademi 1934–1950. Han flyttade till Stockholm 1948 och var även här verksam med restaurering av konstverk. 
Gebhard ställde ut separat med akvareller på Nordiska Bokhandeln i Stockholm 1922. Han medverkade i ett stort antal samlingsutställningar bland annat i Helsingfors, Stockholm, Oslo, Reval, Dorpat, Amsterdam, Milano och Rom. Hans konst består av stilleben, landskap och figursaker i olja, tempera och akvarell. Som illustratör illustrerade han sina egna och andras kåserier och dikter i tidskrifter och dagspressen. Han är representerad i ett flertal finländska museer, Roslags Näsby folkskola och Vallentuna kommunalhus.
Han tilldelades Pro Finlandia-medaljen 1958.